# Международный день Красного Креста и Красного Полумесяца
«Международный День Красного Креста и Красного полумесяца» отмечается 8 мая. День Красного Креста и Красного полумесяца отмечается в день рождения швейцарского гуманиста, основателя Красного креста и первого лауреата Нобелевской премии мира Анри Дюнана, который родился 8 мая в 1828 году.
Каждый год 8 мая Международное движение Красного Креста и Красного Полумесяца отмечает Международный день Красного Креста и Красного Полумесяца, подчеркивая этим важную роль своих сотрудников и добровольцев в деле спасения человеческих жизней и оказания помощи уязвимым категориям граждан по всему миру. Девиз празднования в 2007 году звучит так: «Вместе во имя гуманности».